# آنتونیو فوتی
آنتونیو فوتی (یونانی: Αντόνιο Αντώνης Φώτη؛ زادهٔ ۳ نوامبر ۲۰۰۳) بازیکن فوتبال اهل بلغارستان است.